# Bastia Umbra
Pour les articles homonymes, voir Bastia.
Bastia Umbra est une commune italienne d'environ 21 500 habitants, située dans la province de Pérouse, dans la région Ombrie, en Italie centrale.

## Géographie
La ville est située dans la  Valle Umbra, entre  Pérouse et Assise, le long du cours d'eau Chiascio.

## Histoire
Des origines de Bastia Umbra sont obscures, même si des restes de bâtiments de culte romains découverts dans la zone font supposer que les premières installations remontent à cette époque.
 Cependant, au XIe siècle, il est certain que l'endroit était appelé Insula Romana. On pense que l'origine de ce nom est due aux nombreuses inondations du fleuve Chiascio et aux
marécages, résultant de l'assèchement de l'ancien lac Plestino, qui auraient conféré à la petite hauteur l'aspect d'une île.
L'histoire de la ville à l'époque médiévale reste longtemps liée aux luttes continuelles entre Assise et Pérouse.

Dans un premier temps, le bourg prit parti pour Assise: en 1319 il ralentit la marche des troupes perugines, en résistant à leurs assauts pendant sept mois. Quand il finit par se rendre, il fut dévasté et ses fortifications furent détruites.
Mais elles furent bientôt reconstruites et le nom de Bastia lui fut donné, vraisemblablement à cause de ses ouvrages militaires imposants, de ses murailles et du château doté de 17 donjons.

De 1300 à 1594 la ville fit partie des possessions de Pérouse. Annexée en 1594 aux États pontificaux, Bastia bénéficie alors d'une longue période de tranquillité.
Avec l'annexion au Royaume de l'Italie au nom de Bastia il fut ajouté celui d'Umbra, pour la distinguer d'autres localités portant le même nom.

## Administration
| Période                                  | Période  | Identité         | Étiquette     | Qualité |
| ---------------------------------------- | -------- | ---------------- | ------------- | ------- |
| 22 juin 2009                             | En cours | Stefano Ansideri | Centro-Destra |         |
| Les données manquantes sont à compléter. |          |                  |               |         |

### Hameaux
Bastiola, Cipresso, Costano, Ospedalicchio, San Lorenzo

### Communes limitrophes
Assise, Bettona, Pérouse, Torgiano

### Évolution démographique
Habitants recensés

## Jumelages
- Höchberg (Allemagne)
- Luz-Saint-Sauveur (France)